# Ветеринарія в Україні
Ветеринарія в Україні регулюється Законом України «Про ветеринарну медицину» від 25.06.1992 N 2498-XII
Ветеринарна адміністрація — державна служба ветеринарної медицини, що має повноваження на всій території країни на координацію, організацію та здійснення ветеринарно-санітарних заходів, перевірку відповідності товарів вимогам, визначеним країною призначення, видачу міжнародних ветеринарних сертифікатів згідно з рекомендаціями та інструкціями відповідних міжнародних організацій, а також щодо нагляду та перевірки їх виконання.
Ветеринарна довідка — разовий документ, виданий державним інспектором ветеринарної медицини або ліцензованим лікарем ветеринарної медицини, що підтверджує ветеринарно-санітарний стан партії тварин, продуктів тваринного походження, репродуктивного матеріалу, біологічних продуктів, кормів тваринного та рослинного походження, включаючи обов'язкове зазначення результатів лабораторних досліджень та ветеринарно-санітарного статусу території (потужності) походження, а для тварин — засвідчення проведення вакцинації та діагностичних досліджень.
Ветеринарна картка — документ, виданий державним лікарем ветеринарної медицини або уповноваженим лікарем ветеринарної медицини, до якого заносяться дані щодо ветеринарно-санітарного стану господарства, діагностики, вакцинації, лікування та інших протиепізоотичних заходів стосовно певної тварини, який є додатком до паспорта цієї тварини.
Згідно з Наказом «Про дослідне впровадження ідентифікації великої рогатої худоби» від 14.01.2003 N 2) Міністерства аграрної політики:
Ветеринарна картка — документ суворого обліку, що засвідчує дані стосовно ветеринарно-санітарного стану господарства, де знаходиться тварина, та стану здоров'я тварини і є додатком до паспорта великої рогатої худоби.